# Glasgow (Wirginia)
Glasgow – miasto w Stanach Zjednoczonych, w stanie Wirginia, w hrabstwie Rockbridge.